# Gino Delle Fratte
Gino Delle Fratte (Roma, 1905 – Roma, 12 dicembre 1951) è stato un calciatore italiano, di ruolo difensore.

## Carriera
Con l'Alba Roma disputa 22 gare nei campionati di Prima Divisione 1923-1924, Prima Divisione 1924-1925 e Prima Divisione 1926-1927.
Viene poi ceduto alla Virtus Goliarda di Roma.